# Scott Kazmir
Scott Edward Kazmir (/ˈkæzmɪər/; Houston, 24 de janeiro de 1984) é um jogador de beisebol estadunidense, que joga na posição de arremessador (pitcher).

## Carreira
Kazmir compôs o elenco da Seleção dos Estados Unidos de Beisebol nos Jogos Olímpicos de Verão de 2020 em Tóquio, onde conquistou a medalha de prata após confronto contra a equipe japonesa na final da competição.